# The Dream of Gerontius
The Dream of Gerontius, på svenska Gerontius dröm, är ett oratorium (opus 38) av Edward Elgar skrivet 1900 för mezzosopran, tenor, baryton, blandad kör och orkester.
Elgar fick ett exemplar av dikten, som senare blev texten till The Dream of Gerontius, i bröllopspresent 1899. Dikten är skriven av kardinalen John Henry Newman och handlar om en mans själ efter döden. Gerontius kan ungefär översättas till 
gammal man. Inte förrän 1900 kom Elgar att påbörja komponerandet av oratoriet till 1900 års upplaga av Birminghamfestivalen, och detta i sista minuten eftersom han hade tänkt sig ett annat stycke. Detta först tänkta verk blev 1902–03 ett andra oratorium med titeln The Apostles.   
Uruppförandet av The Dream of Gerontius blev ingen framgång eftersom både körledaren och dirigenten hade missbedömt verkets svårighetsgrad och därför tagit till en alltför kort repetitionstid. Däremot förstod en tysk festivalgeneral verkets kvaliteter och lät framföra stycket med stor framgång på sin festival i Düsseldorf. 
Idag är The Dream of Gerontius ett av Elgars mest spelade verk för solister, blandad kör och orkester och ett av de mest framförda över huvud taget. Oratoriet består av två delar (35 + 60 minuter).
I Sverige framfördes verket för första gången 1904 i Stockholm.